# William Proudfoot (homme politique)
Pour les articles homonymes, voir William Proudfoot et Proudfoot.
William Proudfoot (21 février 1859-3 décembre 1922) est un homme politique canadien de l'Ontario. Il est député provincial libéral de la circonscription ontarienne de Huron-Centre de 1908 à 1919. 
Il est chef du parti libéral de l'Ontario et chef de l'opposition officielle de février 1918 à octobre 1919.

## Biographie
Né à Colborne Township dans le comté de Huron au Canada-Ouest, Proudfoot étudie à Goderich et le droit à la Osgoode Hall. Nommé au barreau du Canada-Ouest en 1880, il pratique le droit à Goderich. Il est nommé conseiller du roi en 1902.

### Carrière politique
Élu sous la bannière libérale en 1908 et réélu en 1911 et 1914, il est choisi pour devenir chef du parti et chef de l'opposition officielle en 1917. Lors de la première convention de 1919, sa direction est contestée et il s'incline en quatrième position. Remplacé par Hartley Dewart (en), il perd son siège de député en 1919 face à un candidat travailliste.
Avec l'influence de Newton Rowell, il est nommé au Sénat du Canada en novembre 1919. Proudfoot meurt alors qu'il est encore en fonction au Sénat en décembre 1922.

### Famille
Un petit-neveu de Proufoot, Spencer Proudfoot Shotter (en), est le fondateur de la American Naval Stores Company (en).